# Медзихово (гмина)
Медзихово (пол. Miedzichowo) — сельская гмина (волость) в Польше, входит как административная единица в Новотомыский повет, Великопольское воеводство. Население — 3812 человек (на 2004 год).

## Сельские округа
1. Блаки
2. Завада
3. Болевице
4. Болевицко
5. Семпольно
6. Грудна
7. Венгельня
8. Яблонка-Стара
9. Нова-Сильна
10. Понхы
11. Левичинек
12. Ленчно
13. Точень
14. Медзихово
15. Любень
16. Пётры
17. Прондувка
18. Стары-Фольварк
19. Тшцель-Одбудова
20. Шклярка-Тшцельска
21. Заходзко

## Соседние гмины
1. Гмина Львувек
2. Гмина Мендзыхуд
3. Гмина Новы-Томысль
4. Гмина Пщев
5. Гмина Тшцель
6. Гмина Збоншинь